# Absurdität
Absurdität (von lateinisch absurditas in derselben Bedeutung, unter anderem „Abgeschmacktheit“, „Albernheit“ oder „Ungereimtheit“, zu absurdus = „misstönend“, übertragen auch: „ungereimt“, „unfähig“, „ungeschickt“) bezeichnet '''Widersinn''' oder '''Unsinn'''.
Das kann ein außergewöhnliches, abstruses, der Logik widersprechendes oder seltsames Vorkommnis oder Phänomen sein, dem der Verstand des Einzelnen entgegen seiner Gewohnheit keinen Sinn, keine Bedeutung zu verleihen mag.
Zwei altertümliche Synonyme sind Aberwitz und Irrwitz. Zu deren Etymologie siehe den Artikel Witz.

## Absurdität in Kunst und Literatur
Bereits der Philosoph Thomas Hobbes befasste sich in seinem philosophischen Werk Leviathan 1651 mit dem Widersinn und Unsinn sowie deren Ursachen.
Im 20. Jahrhundert brachte Absurdes Theater die Sinnlosigkeit, unsinnige Handlungen, sinnlose Ereignisse, dem gesunden Menschenverstand Widersprechendes, auch auf die Bühne.
Das Absurde ist ein zentraler Begriff in der Philosophie des Absurden von Albert Camus und beschreibt die Konstellation zwischen dem Sinn suchenden Menschen und der sinnverneinenden Welt.
Autoren, in deren Denken der Begriff des Absurden eine wichtige Rolle spielt(e):
- Samuel Beckett (1906–1989), irischer Schriftsteller
- Otto Friedrich Bollnow (1903–1991), deutscher Philosoph und Pädagoge
- André Breton (1896–1966), französischer Dichter und Schriftsteller
- Albert Camus (1913–1960), französischer Schriftsteller und Philosoph
- Daniil Charms (1905–1942), russischer Schriftsteller und Dichter
- Friedrich Dürrenmatt (1921–1990), Schweizer Schriftsteller, Dramatiker und Maler
- Nikolai Wassiljewitsch Gogol (1809–1852), russischer Schriftsteller
- Witold Gombrowicz (1904–1969), polnischer Schriftsteller
- Martin Heidegger (1889–1976), deutscher Philosoph
- Wolfgang Hildesheimer (1916–1991), deutscher Schriftsteller und Maler
- Eugène Ionesco (1909–1994), französisch-rumänischer Autor
- Karl Jaspers (1883–1969), deutscher Psychiater und Philosoph
- Søren Kierkegaard (1813–1855), dänischer Philosoph, Essayist, Theologe und Schriftsteller
- Gabriel Marcel (1889–1973), französischer Philosoph
- Sławomir Mrożek (1930–2013), polnischer Schriftsteller und Dramatiker
- Jean-Paul Sartre (1905–1980), französischer Romancier, Dramatiker, Philosoph und Publizist

Intellektuelle Strömungen, in denen Begriffe des Absurden eine wichtige Rolle spiel(t)en:
- Dadaismus
- Existenzphilosophie
- Existenzialismus
- ’Pataphysik
- Surrealismus

## Weitere Verwendungen
Bei der Reductio ad absurdum wird eine Aussage widerlegt, indem gezeigt wird, dass aus ihr ein logischer Widerspruch oder ein Widerspruch zu einer bereits anerkannten These folgt.
Absurdität wird teilweise auch in der Werbung verwendet, siehe absurde Werbung.

## Zitate
„Das Absurde hat nur insofern einen Sinn, als man sich nicht mit ihm abfindet.“

„Das Absurde, mit Geschmack dargestellt, erregt Widerwillen und Bewunderung.“